# Tramvaiul din Constanța
Tramvaiul din Constanța a fost o rețea de transport electric din municipiul Constanța, România, desființată definitiv în 2008, la propunerea primarului, de atunci, Radu Mazăre. Prima linie de tramvai a fost inaugurată în 1905, și era deservită de tramvaie trase de cai, numite și tramcare, pe traseul Constanța - Techirghiol. În anul 1906, odată cu inaugurarea stațiunii Mamaia, din ordinul M.S. Regele Carol I, se dă în folosință o altă linie de tramcare, ce lega orașul de stațiune. Încă o linie de tramvai a fost inaugurată în noiembrie 1943 pe traseul Muzeul de Artă Populară (lângă fostul restaurant „Pescarul”) - Spitalul Militar, în lungime de 4,2 km cale simplă. Tramvaiele, precum și liniile pe care rulau, au fost aduse din orașul Odesa (URSS, azi Ucraina) ca „pradă de război”. Aceste tramvaie au circulat, pe actualele bulevarde Tomis și Mamaia, până în august 1944, când Armata Roșie a ocupat Constanța. Calea de rulare (linia) a fost demontată și împreună cu tramvaiele a fost transportată, înapoi, la Odesa, în octombrie 1944. După 40 de ani de pauză, transportul cu tramvaie a fost reînființat în Constanța, odată cu darea în folosință, pe 18 august 1984, a liniei 100 (Gară - Sat Vacanță). Rețeaua de tramvaie a fost desființată complet în 2008 (18 octombrie linia 102 și 21 noiembrie linia 101). Aceasta a avut în total, de-a lungul anilor, 8 linii de tramvai:
- Pescarul - Spitalul Militar
- 100 Gară - Sat Vacanță
- 101 Gară - Depou
- 101B Gară - Fabrica de Pâine
- 102 Depou - Faleză Nord
- 103 Sat Vacanță - Depou
- 104 Gară - Poarta 6
- 105 Sat Vacanță - Inel II

## Istoric

### Începutul
În anul 1906, tramvaiul și-a făcut pentru prima oară simțită prezența în Constanța, printr-o linie de tramvaie trase de cai numite și tramcare. Tramcarele făceau legătura între localitățile Constanța și Techirghiol. Anul 1906 înseamnă înființarea stațiunii balneare Mamaia. Din ordinul regelui Carol I, se dă în folosință o linie de tramcare ce legau orașul de stațiune. Cele două linii de tramvaie trase de cai au avut o viață efemeră.
Luna noiembrie a anului 1943 înseamnă debutul transportului cu tramvaie electrice în Constanța. Atunci se inaugurează linia Poșta Centrală - Spitalul Militar în lungime de 4,2 km cale simplă, pe traseul actual Muzeul de Artă Populară-Bulevardul Tomis-Miga-Capitol-Bulevardul Mamaia-Spitalul Militar. Această linie era deservită de 7 vagoane cu motor electric Pullman fabricate în anul 1913 în Belgia pentru Imperiul Rus și modernizate în anul 1933 la Kiev. Tramvaiele, precum și linia aparțineau orașului Odesa și au fost luate de armata română ca „pradă de război” împreună cu 7 troleibuze (acestea din urmă au fost instalate la Craiova în 1943). În octombrie 1944 cele 7 tramvaie, liniile, precum și cele 7 troleibuze au fost recuperate de sovietici și înapoiate orașului Odesa.
În anul 1984 are loc reinaugurarea transportului cu tramvaiul în orașul Constanța. Prima linie a fost 100, cu traseul Gară-Sat Vacanță. Această linie era deservită de 10 tramvaie dublu-articulate de tip ITB V3A-clasic. Pe atunci, societatea de transport persoane se numea IJTL și era condusă de ing. Teodor Voineagu. Tot în anul 1984 sunt înființate liniile 101 și 101B cu traseul Gară-Depou, respectiv Gară-Fabrica de Pâine. Mai târziu linia 101B a devenit actuala linie 101. După finalizarea lucrărilor la linia 101, a fost construit și Depoul de Tramvaie de la capătul străzii Industriei, cu halele de reparații și întreținere.
În anul 1986 este înființată linia 102, cu traseul Depou-Faleză Nord, măsurând 17,5 km (cale simplă), cea mai lungă linie din oraș.

### Perioada postdecembristă
La începutul anilor 1990 apar liniile 103 (Sat Vacanță-Depou), numită și „linia de retragere”, și 105 (Sat Vacanță-Inel II). Odată cu inaugurarea liniilor 103 și 105, se alcătuiesc și planurile pentru linia 104 (Gară-Poarta 6), o linie ce măsura 4,8 km cale simplă. Linia 104 a fost introdusă pe data de 21 octombrie 1996. În anul 1999, când Primăria Constanța era condusă de Gheorghe Mihăieș, sunt cumpărate 15 tramvaie de tip Tatra KT4D la mâna a doua din Berlin. Acestea au circulat pe linia 102 până să fie retrase din circulație în octombrie 2008.

### Desființarea
Între 2004 și 2008, tramvaiele sunt desființate din motive ideologice: în măsura în care primăria condusă de Radu Mazăre considera că transportul urban pe șine este arhaic și că modernismul înseamnă să se dea prioritate traficului de automobile private (o ideologie a transportului care a dominat Statele-Unite și Europa occidentală în deceniile 1950-1970) tramvaiele au fost socotite ca o cauză de congestionare a traficului și desființate conform programului denumit „de reabilitare a transportului public”. În anul 2004 a dispărut linia 100; în 2006 linia 104; în 2008 liniile 101 și 102. Au fost înlocuite cu autobuze MAZ 103 și 107 de producție belarusă, cu o frecvență de circulație mai mare dar mult mai poluante. Desființând astfel transportul electric (a fost și cazul troleibuzelor) în profitul transportului cu carburanți fosili, municipiul a cunoscut o transformare inversă față de cea a majorității metropolelor europene.

## Detalii

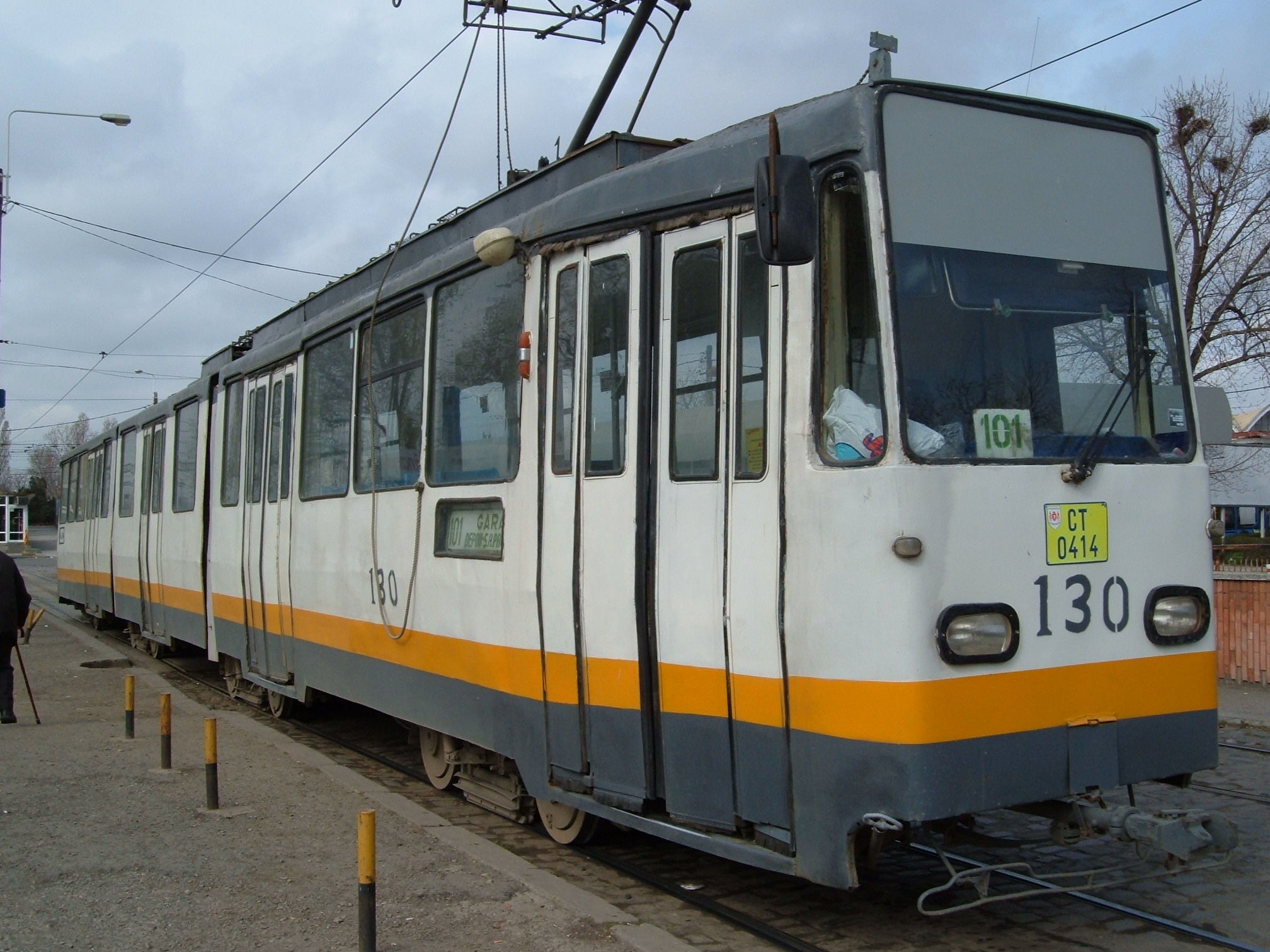
Tramvai ITB V3A-Classic pe linia 101, la Gară

### Garnituri
Modelul V3A-C, realizat începând cu anul 1984, a reprezentat primul model de tramvai construit de către Uzina de Reparații „Atelierele Centrale” a I.T.B. (acum R.A.T.B.) pentru utilizare în alte orașe decât Bucureștiul. Au fost primele tramvaie din „familia” V3A cu câte 5 uși și parbriz și lunetă modificate. Ulterior, tramvaiele livrate începând cu 1985 (către București, Brașov, Brăila, Botoșani, Cluj, Oradea, Ploiești) au fost construite cu aceleași caracteristici, însă au păstrat denumirea de „V3A”. Spre deosebire de vagoanele V3A, vagoanele „V3A-C” au fost realizate pentru a funcționa la tensiunea de 825 V curent continuu, utilizată la acea vreme de către Întreprinderea de Transport Constanța (I.T.C.)
Modele:
- „Pullman”
- „ITB V3A-C”
- „Tatra KT4D”

### Linii dispărute
- „Pescarul” - Spitalul Militar
- 101B
- 103
- 104
- 105

### Linii înlocuite
- 100
- 101
- 102

### Stații
101 (16 stații, 12,7 Km. parcurși în 45 minute):
- Gară
- Abator (piața)
- Abator (complexul)
- Far
- Km. 4
- Km. 4-5
- Complex
- Caraiman
- C.E.T.
- Cumpănii
- Aurel Vlaicu
- Fabrica de Ulei
- Fabrica de Bere
- Depou

102 (16 stații, 17,5 Km. parcurși în 1 oră și 10 minute):
- Faleză Nord
- Delfinariu
- Primăverii
- Alexandru Lăpușneanu
- Tomis III
- Soveja
- Independentul
- Baba Novac
- Școala 23
- Eliberării
- I.C. Brătianu
- Meconst
- Aurel Vlaicu
- Fabrica de Ulei
- Fabrica de Bere
- Depou

în 2008 înainte de scoaterea tramvaiului, au ramas 2 rute de tramvai
- Linia 101 Gara - Depoul de tramvaie

- Linia 102 Faleza Nord - Depoul de Tramvaie